# Fiero l'occhio svelto il passo
Fiero l'occhio svelto il passo è un libro scritto a quattro mani da Luca Goldoni ed Enzo Sermasi. È stato pubblicato da Arnoldo Mondadori Editore nel 1979 e poi ristampato per la collana Club degli Editori.
Il titolo riprende un verso del brano musicale Fischia il sasso composto da Giuseppe Blanc ed adottato come inno dei Balilla dell'Opera nazionale balilla e che veniva eseguito nelle adunate del sabato fascista.
La strofa che lo include recita nel suo insieme:

## Storia
Lo scritto è ambientato nella regione geografica della Pianura padana (Parma e dintorni) ed ha preso le mosse, come è spiegato ad inizio libro, da un raduno conviviale di un gruppi di amici nati intorno alla fine degli anni venti, quando il fascismo aveva da poco conquistato il potere, e che alla fine anni settanta avevano all'incirca cinquant'anni.
Il libro non vuole essere tuttavia, per esplicita dichiarazione degli autori, un'operazione di semplice nostalgia o, ancora, una sorta di puro amarcord. Anche perché, sebbene quei tempi fossero "poco ameni" è innegabile che per molti giovani di allora l'infanzia sia stata "per molti versi felice".
A far scattare la molla della memoria è stato sufficiente evocare come fosse semplice, servendosi di una cartolina illustrata giunta dal fronte di guerra ed una molletta da bucato rubata alla mamma e posta fra i raggi, 'trasformare' il fruscio di una ruota di bicicletta Campagnolo nel rombo di una potente motocicletta.

## Soggetto
Posto a via di mezzo fra il saggio storico che analizza un determinato periodo (la seconda parte del ventennio fascista) e il libro di memorie, il volume si sviluppa su due piani: uno puramente testuale in cui vengono raccontati episodi, aneddoti ed eventi storici; ed uno fotografico, reso possibile da un'ampia documentazione iconografica originale costituita da 85 illustrazioni e che restituisce in pieno lo spaccato della società italiana durante il fascismo, fino alla sua caduta.
Questa seconda parte dà la parola direttamente ai 'protagonisti' delle immagini: sono perciò i soggetti fotografati (quando a intervenire non è direttamente l'io narrante degli autori) a descrivere, in soggettiva, la fotografia, il suo contenuto, l'ambito nel quale era stata scattata. È possibile così vedere - con descrizione da parte della crocerossina ripresa nell'immagine - il duce del fascismo Benito Mussolini che si reca in visita a un reparto d'ospedale dove sono ricoverati i feriti giunti dai vari fronti della seconda guerra mondiale.
Particolarmente suggestiva è l'istantanea che riprende le madri prolifiche (avvoltolate in ampi scialli, che, "passata la fede (nuziale) nella (mano) destra per mostrarla nel saluto romano, ricevono in dono scolapasta e corredini. Si concorreva al premio" - spiega la didascalia - "non con i 'punti' ma con i 'figli qualità'. Il figlio unico era un lusso che si vedeva soltanto al cinema".
In un'altra fotografia si notano gruppi di cittadini che, il 25 aprile 1945, trovano riparo dietro ad alberi per sottrarsi al tiro dei franchi tiratori ancora appostati sui tetti.
Ma le fotografie che corredano il libro (comprese quelle dell'Italia calcistica due volte mondiale di Vittorio Pozzo) sono decine e decine, arricchite anche da manifesti propagandistici d'epoca fascista come quello celebre con la scritta: "Taci, il nemico t'ascolta!".

## Nel testo
La parte testuale è assai dettagliata riguardo alla vita quotidiana di un adolescente dei tardi anni trenta, quando l'Italia fascista, impegnata sul fronte dell'Africa Orientale Italiana, entrava nella fase immediatamente precedente lo scoppio della seconda guerra mondiale: gli impegni scolastici alternati all'attività dell'Opera Nazionale Balilla prima e della Gioventù italiana del littorio poi, ma anche i momenti di svago con i giochi con gli amici e le letture dei fumetti dell'epoca con il nome di eroi esotici 'italianizzati' per volere del fascismo (con le buffe incongruenze del caso); le (brevissime) vacanze estive al mare di Liguria; i sacrifici dell'autarchia affrontati da un popolo che vestiva in orbace, gestiva i comunitari orti di guerra e ammirava il cinema di Amedeo Nazzari, anch'esso autarchico, e riciclava i vestiti tinti e ritinti più volte per rinnovarne il look e lo stile.
Per giungere - con lo scoppio del conflitto mondiale - alla nuova e fino ad allora sconosciuta paura avvertita nelle lunghe ore trascorse nei rifugi antiaerei, alternata allo stupore per la visione in lontananza delle munizioni traccianti che solcavano il cielo sopra le città bersaglio dei bombardamenti, luci che - viste da lontano, ovvero dalle località in cui molte famiglie decidevano di 'sfollare' per porsi al sicuro - sembravano degli enormi fuochi d'artificio.
E poi, infine, liberatoria, la fine della guerra, un momento di gioia paragonabile, per gli autori, alla fine di un anno scolastico.

## I capitoli
| Capitolo                                              | Argomento |
| ----------------------------------------------------- | --- |
| La nostalgia                                          | Le motivazioni di una ricerca di "scampoli di rimpianto tra una dittatura finita male" e una "democrazia dal parto travagliato". |
| Cambio "Campagnolo"                                   | Come trasformare una bicicletta in una rombante motocicletta con una cartolina illustrata piegata in due e fissata sulla forcella di una ruota. |
| Noi di campagna                                       | La vita di provincia nella campagna del parmense vista con gli occhi di un adolescente. |
| C'era una volta il mare                               | Le (brevi) vacanze al mare di Moneglia (riviera ligure di levante) costituivano - per chi poteva permettersele - un momento massimo di eccitazione nella vita di un ragazzo degli anni trenta. In viaggio sul treno accelerato (quattro ore), l'odore del mare - al valico dell'appennino ligure - cominciava a sentirsi appena il convoglio si affacciava sul versante ligure. |
| L'usignol ha preso il vol                             | Le imprese canore del Trio Lescano, gruppo vocale di punta della allora EIAR, costituivano un momento di grande ascolto della nascente radio, il cui inizio di trasmissioni era segnato da un cinquettìo di uccellino. Le lunghe serate trascorse ad ascoltare le 'sfrigolanti' radio a galena in bachelite rossa sormontate da vistose antenne a ventaglio. E il canto delle Lescano sottolineava che: "Stamattina l'usignol / della radio / ha preso il vol ... ". |
| Il mignolo da gagliardetto                            | Il mignolo da gagliardetto era il dito - il quinto della mano - che pomposamente serviva ai giovani Balilla per sorreggere - in maniera tutt'altro che marziale - il piccolo vessillo del fascio durante le esercitazioni del sabato fascista. |
| Chi gioca con me metta il dito qui sotto              | Giochi e momenti ameni della gioventù fascista. Uguali a quelli di ogni luogo e di ogni tempo. |
| Ambarabà ciccì coccò                                  | Filastrocche, storielle e letture che differenziavano i bimbi dalle bimbe dell'epoca fascista. |
| Ballata a memoria                                     | Modi di dire, versi di canzoni ed espressioni gergali dell'epoca (che hanno fatto epoca). |
| La morte del topo                                     | Con lo scoppio della seconda guerra mondiale si prospetta un nuovo tipo di incubo: il rintanarsi nel rifugio antiaereo a petto di una possibile tragica morte nella propria casa bombardata: appunto, la morte del topo. Le pattuglie di ronda dell'UNPA obbligavano ad oscurare le finestre delle abitazioni con pesanti carteggi scuri onde evitare di trasformare le stesse in un possibile ben visibile bersaglio. |
| Cambia la puntina                                     | Delle musiche e dei balli dei giovanotti d'allora. |
| Il bengala                                            | Il bombardamento delle città durante la guerra è stata una delle esperienze più traumatiche per chi nella prima metà degli anni quaranta aveva una quindicina d'anni o poco più. "A quasi 40 anni di distanza" - scrivono gli autori del libro - "è rimasto ancora, dimenticato, qualche muro butterato di schegge e qualche edificio semidistrutto, cose che non han più tempo: il silos diroccato del Consorzio Agrario è parificato ai ruderi del torrione medioevale". |
| La macchia sul muro                                   | La macchia sul muro era quella dovuto al cambio di quadro (e relativo formato) nel muro alle spalle della cattedra nelle aule scolastiche. Nel tempo si avvicendarono quelli di Vittorio Emanuele III, Benito Mussolini, Pietro Badoglio, Umberto II di Savoia, Enrico De Nicola. "Negli intervalli, restavano sul muro due riquadri più chiari, dove noi, ormai cresciuti, mettevamo idealmente chi ci pareva: da Valerio Borghese a Pietro Nenni a Baffone." |
| "E per Benito, e Mussolini"                           | Numerosi erano in epoca fascista gli inni del regime. A parte il citato Fischia il sasso (da cui il verso che dà il titolo al libro), poco chiaro risultava però agli autori il verso: "E per Benito, e Mussolini, eja eja alalà". Dove "Il secondo 'e' prima di Mussolini non c'era", ma serviva forse "come trampolino alla voce per calcare di più su Mussolini". |
| Fatevi sotto piccioncini miei                         | Era il detto classico di Dick Fulmine, un popolare personaggio dei fumetti, i cui eroi esotici ebbero durante il fascismo i nomi italianizzati, così che Topolino divenne Tuffolino e Minni Mimma, mentre Mandrake privato dell'acca si trovava a fare spionaggio per conto delle potenze dell'Asse. Il Corriere dei Piccoli, nel frattempo, pubblicava le avventure di Romolino e Romoletto. |
| Via le mani di lì                                     | La difficile iniziazione sessuale che iniziava nelle sagrestie delle chiese con l'imbarazzante momento della confessione di pensieri peccaminosi (in vista delle future escursioni per i vicoli in cui sorgevano le più gettonate case di tolleranza). |
| Le brutte cose                                        | La dura vita in collegio alle prese con problemi di fame. Le brutte cose cui fa riferimento il titolo del capitolo era il 'rito' della masturbazione di gruppo che concludeva, in camerata, la giornata collegiale. |
| Il bar della Compagnia                                | Parente stretto del muretto, il bar della compagnia era, al tempo del fascio come in ogni tempo, il punto di raduno della compagnia di amici che tirava tardi davanti al locale facendo a gara a chi le sparava più grosse. |
| La tessera                                            | È, per estensione, quella annonaria con i bollini che davano diritto al ritiro, su scala mensile, di quantitativi di prodotti alimentari. Al di là delle tessere - spesso utilizzate come 'merce' di scambio con prodotti non compresi nella lista - vi era la fantasia tipica del popolo italiano che consentiva di utilizzare, a fini alimentari, anche quelli che in altri frangenti sarebbero stati considerati scarti, come le bucce di patata con cui si poteva fare, se tostate, del simil 'caffè' o delle 'sigarette' o, se fermentate, dei liquori, sia pure di bassa lega. |
| Quando nelle pentole bollivano i tailleur             | Con l'autarchia venne il momento d'oro delle sartine, abili, oltre che nel confezionare, anche nel riadattare vecchi vestiti. Ideati in colore inizialmente chiaro secondo il criterio della matrioske (redingote, chemisier, tailleur) gli abiti venivano sottoposti nel tempo a nuova tintura per assumere l'aspetto di un capo d'abbigliamento nuovo. |
| La pace arrivò, felice come l'ultimo giorno di scuola | La confusione che regnò in Italia nei giorni immediatamente successivi il 25 aprile 1945 - giorno della Liberazione - non impedì ai ragazzi di allora di vivere l'euforia di quel giorno - il primo giorno di pace - con lo spirito di chi inizia una lunga vacanza. In definitiva, la pace fu "quella sera in cui dissi a una ragazza, ti vengo a prendere dopo cena: la caricai sulla canna della bici, tenevo il naso nei suoi capelli, mi sembrava irreale pedalare nella notte dopo anni di coprifuoco. [...] Poi ci mettemmo a ridere, e fu una notte bellissima".             |